# Tempelbibliothek von Jerusalem
Die Tempelbibliothek von Jerusalem war eine Einrichtung des Zweiten Tempels, die bei der Zerstörung der Stadt durch die Römer im Jahr 70 n. Chr. ihr Ende fand. „In den Archiven des Tempels sammelten die Priester Heilige Schriften, Geschichts- und Rechtstexte, Genealogien, Chroniken und liturgische Literatur.“

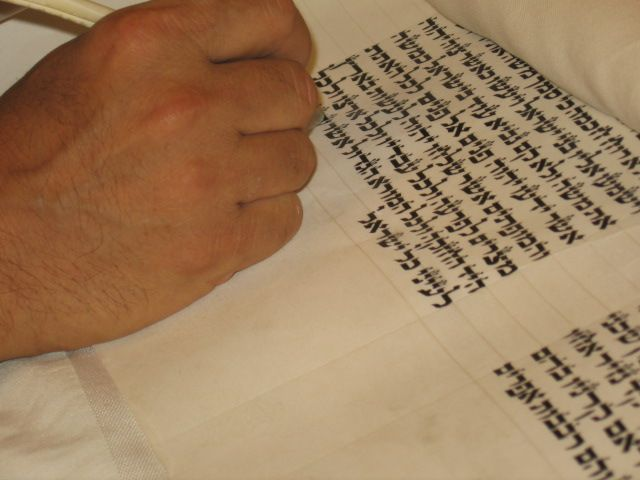
Ein Sofer schreibt die letzten Buchstaben einer Torarolle. Tinte, Feder, Lineatur und Pergament entsprechen den Regeln, die in der Antike festgelegt wurden.

## Literarische Bezeugung
Im 2. Jahrhundert v. Chr. besaß der Jerusalemer Tempel Unikate von Heiligen Schriften, die man ausleihen konnte, um davon Kopien anzufertigen (2. Makkabäer 2, 13–15). Inhalt dieser Tempelbibliothek dürften neben dem Pentateuch unter anderem die Geschichtsbücher und die Psalmen gewesen sein, alle in normativer Textgestalt, einer Vorform des späteren masoretischen Textes.
Josephus erwähnt mehrfach, dass Exemplare des Pentateuch im Tempel aufbewahrt wurden. Auch will er die Unterlagen für seinen persönlichen Stammbaum im Tempelarchiv von Jerusalem recherchiert haben, was dadurch an Glaubwürdigkeit gewinnt, dass sein Stammbaum einige Schönheitsfehler hat.
Die Mischna erinnert, dass der Hohepriester in jedem Jahr in der Nacht vor dem Versöhnungstag wach bleiben musste und sich aus den Büchern Hiob, Esra, der Chronik und dem Buch Daniel vorlesen ließ. Diese nächtliche Lesung fand statt im Haus des Aḇṭinos, an der Südseite des Priestervorhofs. „Wurde er schläfrig, schnippten die jungen Priester vor ihm mit dem Mittelfinger und sagten zu ihm: Mein Herr Hoherpriester, stehe auf und vertreibe einmal (den Schlaf durch einen Spaziergang) auf dem Steinpflaster!“
Mehrfach erwähnt die Mischna das „Buch der Tempelhalle“, ein Normexemplar der Heiligen Schrift, das dort verwahrt wurde: An einem Halbfeiertag durften beschädigte Buchstaben in heiligen Texten nicht neu geschrieben werden, „selbst im Buche des Tempelhalle nicht.“ „Alle (heiligen) Bücher verunreinigen die Hände, ausser dem Gesetzbuche des Tempel-Vorhofes.“ Der Mischna-Übersetzer Rabbiner Eduard Baneth weist darauf hin, dass hier auch die von Ezra geschriebenen Torarolle gemeint sein könne, die als Vorlage für alle späteren Abschriften diente. Dies basiert auf einer anderen Vokalisierung des Wortes עזרא, das sowohl als Tempelhalle, als auch als Ezra gelesen werden kann.

## Vorgeschichte: das Archiv im Ersten Tempel
Im Alten Testament findet sich die Überlieferung, dass im Jerusalemer Tempel vor dem Exil Schriften deponiert waren. Die Erzählung von der Auffindung der Tora im Tempel (2. Könige 22,8) setzt voraus, dass es eine Art Archiv gab. Solche Tempelarchive sind auch aus der Umwelt Israels bekannt; sie enthielten nur wenige Schriften, allesamt Unikate.

## Die Tempelbibliothek und die Hofbibliothek in Jerusalem
Schon für die Perserzeit ist die Deponierung von Texten im Zweiten Tempel (z. B. Nehemia-Denkschrift) wahrscheinlich, aber der Bibliotheksbetrieb an sich ist ein Phänomen des Hellenismus. Die in den Quellen erwähnten Bücher lagen als Schriftrollen vor, weil der Codex sich erst später durchsetzte.
Öffentliche Bibliotheken gehörten zum Erscheinungsbild einer hellenistischen Großstadt. Sie hatten bestimmte bauliche Merkmale: „hohe Nischen in den Wänden mit Bücherregalen (lateinisch armaria) und Leseräumen bzw. Säulenhallen.“ Daher geht Yizhar Hirschfeld davon aus, dass sowohl der Palast des Herodes wie auch der Herodianische Tempel eine so prestigeträchtige Einrichtung besaßen. Die mehrjährige Tätigkeit des Universalgelehrten Nikolaos von Damaskus in Jerusalem setzt voraus, dass vor Ort umfangreiche (griechische) Bücherbestände vorhanden waren. Deshalb nimmt Martin Hengel die Existenz einer repräsentativen königlichen Bibliothek des Herodes neben der Tempelbibliothek an. Darüber hinaus dürfte es auch Privatbibliotheken in der Stadt gegeben haben.

### Schulbetrieb
Im Umkreis des Tempels gab es in hellenistischer Zeit (wahrscheinlich auch schon früher) eine Vielzahl von Schulen. Hier wurde Schreiben, Lesen und die Kenntnis der normativen Texte vermittelt. Dafür brauchte es nicht unbedingt eigene Gebäude, sondern nur Lehrer, die einen Schülerkreis um sich versammelten. Unterrichtet wurde auf dem Tempelgelände oder in Privaträumen des Lehrers.

### Bücherproduktion
Ebenfalls im Umkreis des Tempels konnten Bücher erworben werden, etwa durch die Pilger, die aus der ganzen Diaspora hierher kamen. Ob in Qumran diese Pergamentherstellung und Schreibtätigkeit in großem Stil betrieben wurde, wie Hartmut Stegemann meinte, oder doch in Jerusalem, bleibt unentschieden.

## Auslagerung der Tempelbibliothek in Höhlen am Toten Meer
Hierbei handelt es sich um eine Minderheitsmeinung in der Qumranforschung. Schon Karl Heinrich Rengstorf hatte 1960 die These aufgestellt, dass die Tempelbibliothek von Jerusalem vor Beginn der römischen Belagerung evakuiert worden sei. Die Textfunde aus den Höhlen vom Toten Meer seien der erhaltene Rest aus diesem Bücherbestand. In modifizierter Form wurde diese These in den 1990er Jahren von Norman Golb vertreten: erst im Zuge der Evakuierung aus verschiedenen Jerusalemer Bibliotheken sei der Bücherbestand von Qumran zusammengekommen. Dagegen wird eingewandt, dass der Transport der Schriftrollen von Jerusalem in die Höhlen eine ganze Karawane erfordert hätte, was weder in den Quellen berichtet wird, noch in der Bürgerkriegssituation, die vor Eintreffen der Römer in Jerusalem bestand, wahrscheinlich sei.

## Ende der Tempelbibliothek
Josephus zufolge verbrannten die Zeloten gleich zu Beginn des Aufstandes das Tempelarchiv, weil die darin dokumentierte Landverteilung ihren sozialen und religiösen Zielen widersprach. Archivgut und Literatur wurden aber wahrscheinlich an verschiedenen Orten aufbewahrt. 
Die auf dem Tempelgelände noch vorhandenen Schriftrollen sind wohl beim Brand des Tempels zerstört worden, jedoch nicht alle: Josephus schreibt, dass „das Gesetz“  auf dem Triumphzug des Titus als letztes Schauobjekt herumgetragen und anschließend mit den erbeuteten jüdischen Tempelgeräten im Tempel der Friedensgöttin deponiert wurde (Bellum VII 150.162). 
In seiner Lebensbeschreibung erwähnt Josephus unter anderen Gnadenerweisen, die Titus ihm direkt nach der Eroberung von Jerusalem gewährte, dass er „heilige Bücher“ aus dem Beutegut erhalten habe (Vita 418).